# The Papas & the Mamas
The Papas & the Mamas es el cuarto álbum de estudio de The Mamas & the Papas editado en 1968, el cuarto en su discografía. Fue su último trabajo juntos antes de que el grupo se separara temporalmente hasta una breve reunión en 1971. El disco alcanzó el puesto n.º 15 en Billboard Pop Albums. 
A diferencia de anteriores álbumes grabados en estudio, The Papas & The Mamas fue registrado en la casa de John y Michelle Phillips, aunque con el mismo equipo de producción de sus discos previos.
Con la excepción de la grabación del gran éxito "Dream a Little Dream of Me" (que no es representativo del resto del álbum), la temática del disco ofrece a menudo una visión deprimida y cansada del mundo, sobre todo en el contenido lírico de "Safe in My Garden", "Mansions", "Too Late" y "Rooms".
Hay algunas canciones sobre amor, y también es más experimental con texturas de guitarra al estilo de Jimmy Hendrix, como en "Gemini Childe", por ejemplo.
Todo el material del disco era nuevo al momento de su publicación, con la única excepción de "Twelve Thirty", que había sido lanzada como sencillo el año anterior, en agosto de 1967.
El tema "Meditation Mama" contó por primera vez con la guía vocal principal de John Phillips. En general, los cuatro miembros de la banda contribuyeron con los coros en el álbum. Las voces de "For the Love of Ivy" habrían tardado un mes para grabarse.
A pesar de que fue el primer álbum del grupo que no llegó al top 10 en Estados Unidos, fue un éxito comercial.
La producción incluyó el lanzamiento de cuatro sencillos, dos de ellos exitosos en listas, uno de los cuales, "Dream a Little Dream of Me", comenzaría la carrera en solitario de Cass Elliot.
"Dream a Little Dream of Me" el tema más célebre de la discografía individual de Elliot, fue un gran éxito en la versión del LP de la banda. Se incluyó también en la primera producción como solista de la cantante, siendo el tema central del álbum del mismo nombre, publicado sólo cinco meses después. El sencillo fue acreditado a "Mama Cass con The Mamas & the Papas". 
The Papas & The Mamas está incluido en su totalidad en All the Leaves are Brown: The Golden Era Collection (2001), una recopilación retrospectiva de la primera banda de sus cuatro primeros álbumes y varios sencillos.

## Lista de canciones
Todas las canciones por John Phillips excepto donde se indica.

### Lado uno
1. "The Right Somebody to Love" (Jack Yellen, Lew Pollack; originalmente interpretada por Shirley Temple en el film de 1936 Captain January)
2. "Safe in My Garden"
3. "Meditation Mama (Transcendental Woman Travels)" (John Phillips, Lou Adler)
4. "For the Love of Ivy" (John Phillips, Denny Doherty)
5. "Dream a Little Dream of Me" (Fabian Andre, Wilbur Schwandt, Gus Kahn)
6. "Mansions"

### Lado dos
1. "Gemini Childe"
2. "Nothing's Too Good for My Little Girl" (Ned Wynn)
3. "Too Late"
4. "Twelve Thirty (Young Girls Are Coming To The Canyon)"
5. "Rooms"
6. "Midnight Voyage"

## Personal
- Denny Doherty – vocal
- Cass Elliot – vocal
- John Phillips – vocal y guitarra
- Michelle Phillips – vocal
- "Doctor" Eric Hord - guitarra
- Hal Blaine – percusión
- Larry Knechtel – teclados
- Joe Osborn – bajo
- Paul Downing - guitarra en "Rooms"
- John York - bajo en "Rooms"

- Peter Pilafian - ingeniero
- Lou Adler - productor

- Tad Diltz – fotos del álbum
- Gary Burden – diseño de arte y cubierta

- Datos: Q3522165